# Gazeta Pomorska
Gazeta Pomorska – codzienna gazeta (wychodzi we wszystkie dni tygodnia oprócz niedziel) województwa kujawsko-pomorskiego, z redakcją główną i drukiem w Bydgoszczy.

## Historia

### Okres przedwojenny

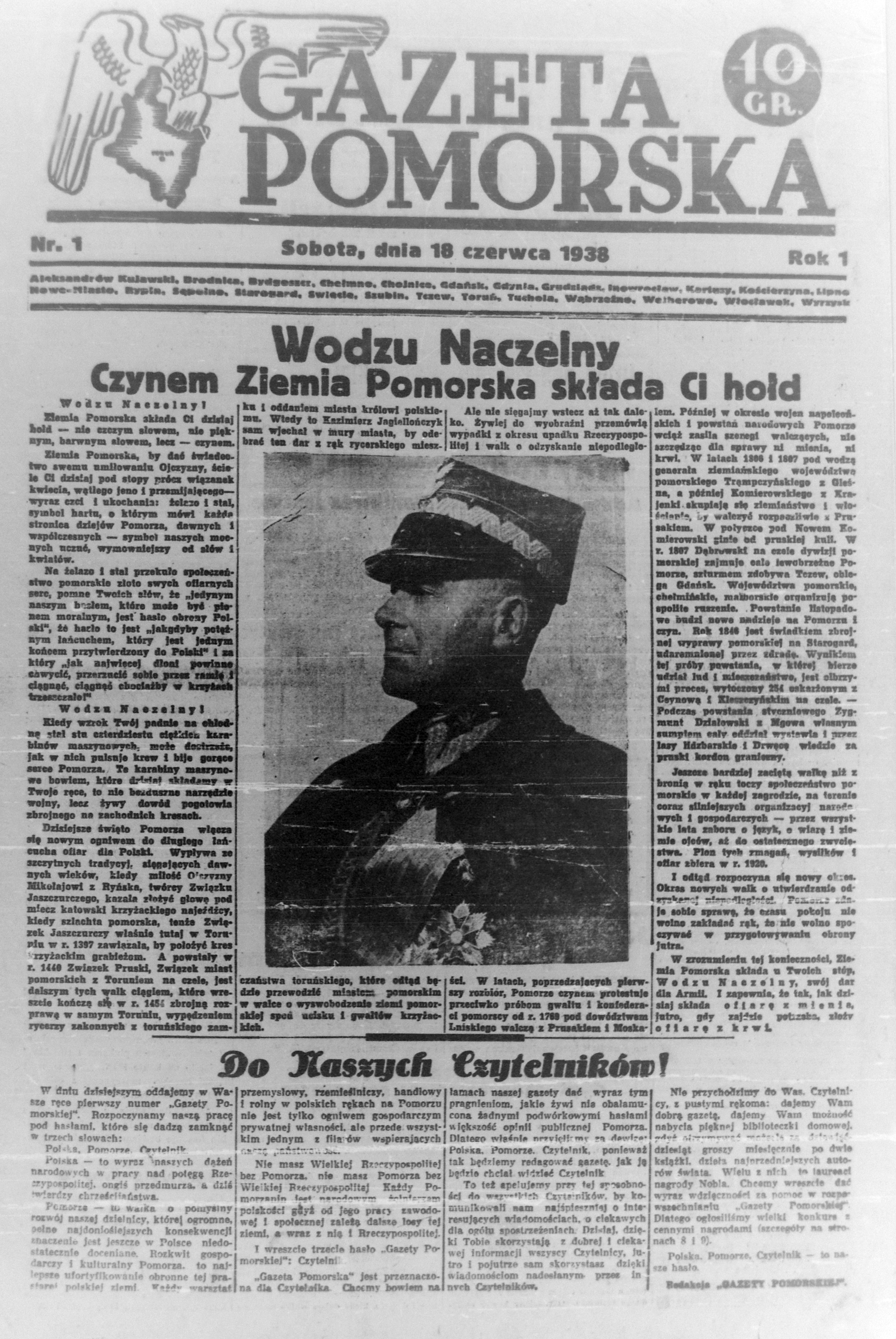
Pierwszy numer Gazety Pomorskiej z 18 czerwca 1938 roku

Przed II wojną światową czasopismo o nazwie „Gazeta Pomorska” było wydawane w Toruniu, będąc kontynuacją sanacyjnego dziennika „Dzień Pomorza” (wcześniej: „Dzień Pomorski”). Pierwszy numer ukazał się 18 czerwca 1938 r., a ostatni na początku września 1939 r. Pismo to nie było protoplastą powojennej „Gazety Pomorskiej”, zbieżna jest tylko nazwa.

### Okres powojenny
Pierwszy powojenny numer Gazety Pomorskiej pojawił się 16 grudnia 1948 r. Pismo powstało w kontekście zjednoczenia PPR z PPS w Polską Zjednoczoną Partię Robotniczą. Gazeta Pomorska powstała z fuzji „Gazety Zachodniej” (organu PPR) i „Głosu Pomorza” (organu PPS), będąc do 1990 r. organem Komitetu Wojewódzkiego PZPR.
Zasługą kolejnych redaktorów naczelnych i dziennikarzy gazety było to, że w czasach, w których ideologia górowała nad gospodarką i problemami społecznymi, powstała gazeta, którą czytały setki tysiące mieszkańców regionu, nie zawsze identyfikujących się z oficjalną propagandą. Wszechobecna cenzura zewnętrzna (oraz wewnętrzna) sprawiała, że wiele tematów nie mogło znaleźć się na łamach pisma.
Po likwidacji w 1990 r. wydawnictwa RSW „Prasa-Książka-Ruch”, zespół redakcyjny usiłował zachować ciągłość pisma w nowych warunkach politycznych i ekonomicznych. Zdecydowano o przekształceniu gazety w dziennik niezależny, wolny od nacisków politycznych. W tym celu powołano Spółdzielnię Pracy Dziennikarzy i Wydawców, poszukującej inwestora zewnętrznego.
1 marca 1994 r. utworzono spółkę „GP-Media” z udziałem norweskiego koncernu Orkla, na której czele stanął Marek Trzebiatowski. Następne lata to okres wielkich inwestycji: od 1995 r. egzemplarze Gazety były drukowane w kolorze we własnej drukarni przy ul Ołowianej, a redakcja przeniosła się do własnego gmachu przy ul. Zamoyskiego. Zakupiono również osobno funkcjonujący do 2000 r. „Dziennik Wieczorny”.
W drugiej połowie lat 90. Gazeta Pomorska utrwaliła swoją pozycję na rynku prasowym jako dziennik regionalny Kujaw i Pomorza, jeden z najpopularniejszych i najbardziej dochodowych dzienników regionalnych w Polsce. Od 2000 r. połowę nakładu sprzedawano w prenumeracie na terenie całego województwa kujawsko-pomorskiego i fragmentach województw ościennych (powiat chojnicki, nowomiejski, wyrzyski).
W 2003 r. redakcja została wyróżniona statuetką „Dobosz Powstania Wielkopolskiego”, przyznawaną przez Zarząd Główny Towarzystwa Pamięci Powstania Wielkopolskiego 1918/1919.
W 2007 r. gazeta posiadała centralę w Bydgoszczy i 16 oddziałów powiatowych, a codzienny nakład sięgał 100 tys. egzemplarzy. Każdego roku redakcja patronowała kilkudziesięciu imprezom kulturalnym i sportowym oraz organizowała wiele konkursów i plebiscytów, m.in. na „Najlepszego Sportowca Kujaw i Pomorza” oraz ranking najlepszych firm w regionie „Złota setka Kujaw i Pomorza”.
Rozwój Internetu sprawił, że równorzędną pozycję do formy papierowej ma portal internetowy Gazety Pomorskiej.
W 2013 należący do spółki Media Regionalne tytuł został przejęty przez spółkę Polskapresse.

## Charakterystyka
Wydawcą dziennika jest spółka Polska Press. Nakład gazety wynosi około 44 tys. egzemplarzy. Redaktor naczelną jest Alicja Polewska-Matusewicz. Oprócz redakcji bydgoskiej, gazeta posiada redakcję w Toruniu, jak również oddziały w:
- Brodnicy,
- Ciechocinku
- Chełmnie
- Chojnicach
- Grudziądzu
- Inowrocławiu.
- Świeciu
- Włocławku
- Żninie

Codziennie wydawanych jest 6 mutacji lokalnych:
- Bydgoszcz, powiat bydgoski, powiat nakielski, część gmin powiatu pilskiego)
- Chojnice (powiat chojnicki, powiat człuchowski – oba w województwie pomorskim, powiat sępoleński, powiat tucholski)
- Grudziądz (Grudziądz, powiat grudziądzki, powiat świecki, powiat chełmiński, powiat wąbrzeski)
- Inowrocław (powiat inowrocławski, powiat żniński, powiat mogileński, gmina Trzemeszno w województwie wielkopolskim)
- Gazeta Pomorska Toruńska – Toruń (Toruń, powiat toruński, powiat golubsko-dobrzyński, powiat brodnicki, powiat rypiński, powiat nowomiejski w województwie warmińsko-mazurskim
- Gazeta Pomorska Kujawska – Włocławek (Włocławek, powiat włocławski, powiat lipnowski, powiat aleksandrowski, powiat radziejowski

Gazeta Pomorska była inicjatorem reaktywacji w 1982 turnieju żużlowego w Bydgoszczy Kryterium Asów Polskich Lig Żużlowych im. Mieczysława Połukarda. We wcześniejszych latach ufundowała puchar przechodni dla zwycięzcy (koło żużlowe z wplecioną stroną tytułową gazety).

## Strony tematyczne i dodatki Gazety Pomorskiej
Gazeta Pomorska ma w poszczególne dni tygodnie różne strony tematyczne i dodatki. Oto niektóre z nich:
| Dzień tygodnia | Dodatek lub strona tematyczna |
| -------------- | ----------------------------- |
| Poniedziałek   | Sportowy 24                   |
| Wtorek         | Strefa biznesu                |
| Środa          | Strona Zdrowia                |
| Czwartek       | Pod paragrafem,Teleagazyn     |
| Piątek         | Puls                          |
| Sobota         | Weekend z rodziną             |